# Janina Korowicka
Janina Korowicka, née le 14 avril 1954 (Syców, Pologne), est une ancienne patineuse de vitesse polonaise.

## Carrière
La carrière de Janina Korowicka débute en 1973 à Assen, alors qu'elle se place 15e du classement général aux Championnats du monde junior avec une septième place au 1 500 m. C'est là qu'elle fait la connaissance de son futur époux, le starter allemand Georg Friesinger.
En 1975, Janina Korowicka arrive à la 13e place des championnats du monde toutes épreuves de patinage de vitesse. Elle poursuit sa carrière et se présente aux Jeux olympiques d'hiver d'Innsbruck en 1976 sur trois distances différentes. Son meilleur classement de la compétition est une seizième position pour la distance de 3 000 mètres. 
Ayant mis fin à sa carrière, elle est tombée enceinte peu après les jeux olympiques d'hiver de 1976. Anni Friesinger est née le 11 janvier 1977. Jan naîtra en 1980, et Agnes en 1984. La famille vit à Bad Reichenhall, et les trois enfants sont désormais tous patineurs professionnels.